# Iowaite
L'iowaite (simbolo IMA: Iow) è un minerale molto raro del supergruppo dell'idrotalcite, oltre che del gruppo dell'idrotalcite, appartenente alla classe dei minerali "ossidi e idrossidi" con composizione chimica Mg6Fe3+2(OH)16Cl2 • 4(H2O), cioè è un idrossido acquoso di magnesio-ferro-cloro.

## Etimologia e storia
L'iowaite è stata scoperta per la prima volta in campioni di roccia prelevati da un carotaggio di serpentinite precambriana a una profondità di circa 304,8-457,2 m. Il pozzo di prova senza nome è stato perforato nella contea di Sioux (Iowa). È stata descritta nel 1967 da Donald W. Kohls e John Landon Rodda, che hanno chiamato il minerale come lo stato in cui si trova la sua località tipo.
Il campione tipo del minerale è conservato nel National Museum of Natural History di Washington (catalogo nº 121706).

## Classificazione
La nona edizione della sistematica minerale di Strunz, valida dal 2001 e utilizzata dall'Associazione Mineralogica Internazionale (IMA) fino al 2009, classifica l'iowaite nella classe "4. Ossidi (idrossidi, V[5,6] vanadati, arseniti, antimoniti, bismutiti, solfiti, seleniti, telluriti, iodati)" e da lì nella sottoclasse "4.F Idrossidi (senza V od U)"; questa è ulteriormente suddivisa in base alle dimensioni dei cationi coinvolti, in modo da trovare l'iowaite nella sezione "4.FL Idrossidi con H2O ± (OH); strati di ottaedri che condividono uno spigolo" dove forma il gruppo nº 4.FL.05 insieme ad akdalaite, jamborite, meixnerite, muskoxite e woodallite.
Anche la classificazione dei minerali secondo Dana, che viene utilizzata principalmente nel mondo anglosassone, classifica l'iowaite nella classe degli "ossidi e idrossidi" e lì nella sottoclasse degli "idrossidi e ossidi contenenti idrossidi". Qui si trova insieme a woodallite nel gruppo senza nome 06.04.05 all'interno della suddivisione "idrossidi e ossidi contenenti idrossidi con vari cationi".

## Abito cristallino
L'iowaite cristallizza nel sistema trigonale nel gruppo spaziale R3m (gruppo spaziale nº 166) con i parametri del reticolo a = 3,12 Å e c = 24,11 Å, oltre a 3/8 unità di formula per cella unitaria.

## Origine e giacitura
L'iowaite si forma secondariamente come alterazione del serpentino e si altera dopo un po' di tempo nell'aria per formare piroaurite. Oltre a quelli menzionati, i minerali di accompagnamento possono includere antigorite, apatite, brucite, calcite, condrodite, crisotilo, celestina, dolomite, fluoborite, idrotalcite, clinocloro, magnesite, magnetite, flogopite e pirite.
L'iowaite è una formazione mineraria molto rara e si contano poco più di 10 siti noti. La sua località tipo, il pozzo di prova senza nome nella contea di Sioux nell'Iowa, è il sito conosciuto negli Stati Uniti insieme a quello nei pressi di Ogdensburg nel New Jersey.
Altre località sono: la città di Kalgoorlie-Boulder e Wiluna (in Australia Occidentale); nelle provincie di Manitoba, Ontario e Québec (Canada); a Phalaborwa (Sud Africa); nel distretto di Piskent (Uzbekistan); nell'Oblast' di Irkutsk, nel territorio di Krasnojarsk e nell'Ust'-Koksinskij rajon (Russia); nel governatorato nord di Al Batinah (Oman); a Le Mont-Dore (Francia); nella Lega di Xilin Gol (Mongolia Interna); a Radlin e Gmina Łazy (Polonia); ad Almería (Spagna).
L'iowaite è stata rilevata anche in campioni di roccia provenienti dall'Oceano Pacifico, più precisamente dal bacino dell'Avanarco delle Marianne dal foro di perforazione "DSDP 778".

## Forma in cui si presenta in natura
L'iowaite sviluppa cristalli tabulari di dimensioni fino a circa 2,5 centimetri, che di solito sono combinati per formare strati simili alla mica, ma si presentano anche sotto forma di aggregati minerali massicci. Le superfici dei cristalli, che di solito sono opache e traslucide solo ai bordi, hanno una lucentezza simile al grasso. I campioni di minerali freschi nelle serpentiniti decomposte sono inizialmente di colore verde-bluastro, ma nel tempo cambiano in verde chiaro con una sfumatura di rosso ruggine a causa di ulteriori agenti atmosferici e trasformazione in piroaurite. Raramente, si trovano anche iowaiti giallastre o incolori.
Con una durezza Mohs compresa tra 1,5 e 2,5, l'iowaite è uno dei minerali morbidi che possono essere graffiati con un'unghia, simile ai minerali di riferimento talco (durezza Mohs: 1) e gesso (durezza Mohs: 2). A contatto con la pelle, il minerale morbido dona quindi anche una sensazione grassa o saponosa.